# Ruederbach
Ruederbach (deutsch Rüderbach) ist eine französische Gemeinde mit 392 Einwohnern (Stand 1. Januar 2022) im Département Haut-Rhin in der Region Grand Est (bis 2015 Elsass). Sie gehört zum Arrondissement Altkirch, zum Kanton Altkirch und zum Gemeindeverband Sundgau.

## Geografie
In Ruederbach entspringt der namengebende Ruederbach, der nach zwei Kilometern in die obere Ill mündet. Die Sundgau-Gemeinde ist 10 Kilometer von Altkirch und 28 Kilometer von Basel entfernt.
Zu Ruederbach gehört der Ortsteil Birkenhof. Diese Hofgruppe ist seit dem späten 18. Jahrhundert im Besitz von Mennoniten. Beachtenswert ist deren Friedhof mit Grabmälern seit dem 18. Jahrhundert.
Nachbargemeinden von Ruederbach sind Hirsingue im Norden, Illtal im Nordosten und Osten, Feldbach im Süden, Bisel im Südwesten sowie Heimersdorf im Westen.

## Geologie
Ruederbach liegt im lösslehmbedeckten Sundgauer Tertiärhügelland im Bereich der unter der Lössdecke lagernden Sundgauschotter, der Hinterlassenschaft einer einst (im Pliozän und Altpleistozän) zur Saône hin entwässernden Ur-Aare. Unter den die Talhänge bildenden Sundgauschottern liegen die sandig-mergeligen Schichten der oligozänen Elsässer Molasse (Molasse alsacienne).

## Geschichte
1271 als Rüdenspach erwähnt. Bis zum Westfälischen Frieden 1648 war es habsburgisch, kam dann an die französische Krone und 1871 bis 1918 zum Reichsland Elsass-Lothringen. Von 1336 bis zur Revolution war das Dorf im Besitz derer von Montjoie-Hirsingen.
Der Birkenhof auf der Gemarkung von Ruederbach ist eine Mennoniten-Siedlung, die auf die Zuwanderung von schweizerischen Täufern zurückgeht. Diese nennen sich heute Mennoniten, französisch auch Anabaptisten (= Wiedertäufer), obwohl ihr Ursprung nicht auf den Niederländer Menno Simons, sondern auf die vom schweizerische Reformator Zwingli erbarmungslos verfolgten schweizerischen Täufer zurückgeht.

## Bevölkerungsentwicklung
| Jahr      | 1962 | 1968 | 1975 | 1982 | 1990 | 1999 | 2007 | 2018 |
| Einwohner | 258  | 275  | 271  | 245  | 270  | 280  | 328  | 400  |

## Sehenswürdigkeiten
- Die Kirche Sankt Sigismund wurde 1845 im spätklassizistischen Stil der Louis-Philippe-Zeit entworfen, um 1850 geweiht, aber erst im Second Empire (1860) fertiggestellt. Die klassizistische Portalzone der Turmfassade von einem Dreiecksgiebel bekrönt. Altarbilder von Heinrich Kayser und einige barocke Statuen und eine Piéta im Schiff. Rinckenbach-Orgel von 1852. Die Kirche ersetzte, nachdem Ruederbach 1846 eine eigenständige Kirchengemeinde geworden war, eine baufällige Kapelle.
- Einige gut erhaltene Fachwerkbauten des 18. und 19. Jahrhunderts. An der Rue Principale Nr. 52 ein Wohnhaus in Rähmbauweise aus dem späten 18. Jahrhundert mit altertümlich weitabständigem Fachwerk, Wetterdächlein und Krüppelwalm, traufständig zur Straße. Das Nachbarhaus Nr. 50 noch in der altertümlichen Ständerbauweise mit traufwandhohen Wandständern und gekrümmten Langstreben, ebenso das Haus Nr. 46. Dagegen das sehr auf Symmetrie und dekorative Wirkung bedachte Fachwerk der Giebelseite des Hauses Nr. 55 an der Rue Principale. Im Birkenhof ein Fachwerk-Wohnhaus von 1784 mit einer Scheune von 1774.
- Mennoniten-Friedhof mit Gräbern vom 18. Jahrhundert bis heute bei der Hofgruppe Birkenhof.

|  |  |